# Лазо Кочовић
Лазо Кочовић (Пошћење, код Шавника, 28. јун 1902 — Јајинци, код Београда, 16. септембар 1943) био је  банкарски чиновник.

## Биографија
Лазар Кочовић, или ка су га одмила звали "Лаза", "Лазо" ("брата"), рођен је 28. јуна 1902. године у Пошћену, срез Шавник, од оца Милана и мајке Саре, рођене Раонић. Осам разреда гимназије са испитом зрелости завршио је 1922. године у Пожаревцу. По завршеној гимназији уписао се на Правни факултет у Београду. Запослио се у Среској финансијској управи, а од 1924. године почео је са радом у Окружном уреду. Од новембра месеца 1934. године, постао је члан Савеза банкарских, осигуравајућих, трговачких и индустријских чиновника Југославије, скраћено СБОТИЧ.
Члан овог Савеза био је до априла 1942. године. Издржавао је три сестре.
Тражећи његову сестру Петрушку Кочовић-Зорић, полиција је приликом претреса пронашла књиге Живот Клима Самгина од Максима Горког, Познавање човека од Алфреда Адлера, Цитадела од Кронина, Како су настала велика богатства од Рихарда Левинсона, још две књиге од Максима Горког, Најамни рад и Капитал од Карла Маркса. Због тога је ухапшен 19. марта 1942. године. Истрагом није утврђено дело због којег би га и даље држали у затвору. Тврдио је да се не бави политиком, да му није познато да СБОТИЧ воде комунисти. Пуштен је 21. маја 1942. године.
Поново је ухапшен 29. јуна 1942. године под сумњом да је члан Комунистичке партије Југославије (КПЈ) и да је био повезан са радом свог зета, Милана Зорића. Свој рад није признао. На захтев изванредног комесара за персоналне послове, Управа града Београда је дала следећи одговор: „Лазар Кочовић је комуниста и као такав имао је обилан рад. Вршио је и омогућавао бекство комунистима из Београда у партизанске редове. Сарађивао је са комунистичком групом из стругаре у Макишу и био је повезан у раду са неким комунистима из Београда.”
Упућен је, због сарадње са комунистима, у логор на Бањици, 12. августа 1943. године. Стрељан је 16. септембра исте године.

## Галерија
- Библиотека "Лаза Костић", канцеларија и просторија за састанке са погледом ка три застакљена и урамљена цртежа - Матија Бан, Лазо Кочовић и Лаза Костић
- Библиотека "Лаза Костић", канцеларија и просторија за састанке са погледом ка три застакљена и урамљена цртежа - Матија Бан, Лазо Кочовић и Лаза Костић
- Фотографија Лазе Кочовића, једина сачувана у електронском облику у библиотеци "Лаза Костић", папирни облик страдао у обилном кровном прокишњавању Библиотеке, августа 2004.
- Запуштено спомен обележје (С)БОТИЧ-а (Савез банкарских, осигуравајућих, трговачких и индустријских чиновника - београдска подружница) Трг републике 5 (зид Градске кафане, име Лазе Кочовића је у средњем ступцу.
- Спомен обележје СБОТИЧ-а на згради у Улици краља Петра (Београд) (општина Стари град) број 10
- Књига заточеника концентрационог логора Београд-Бањица (1941-1944),приређивачи Евица Мицковић, Милена Радојчић
- Књига заточеника концентрационог логора Београд-Бањица (1941-1944),приређивачи Евица Мицковић, Милена Радојчић, страна 245